# Holomelina polyphron
Holomelina polyphron är en fjärilsart som beskrevs av Druce 1894. Holomelina polyphron ingår i släktet Holomelina och familjen björnspinnare. Inga underarter finns listade i Catalogue of Life.